# Teekea Rui
Teekea Rui – kiribatyjski koszykarz, reprezentant kraju na arenie międzynarodowej.
W 2003 roku, jego zespół wziął udział w Igrzyskach Pacyfiku rozgrywanych na Fidżi. Podczas tego turnieju wystąpił w czterech meczach, w których zdobył 35 punktów, jednak jego ekipa nie odegrała większej roli w zawodach (zespół ten zajął ostatnie 8. miejsce). Grał łącznie przez 73 minuty. Rui pełnił także funkcję trenera reprezentacji Kiribati.